# Stefan Schilling (Bildhauer)
Stefan Schilling (* 14. Juli 1959 in Würzburg) ist ein deutscher Bildhauer.
Schilling lebte in Veitshöchheim und besuchte gemeinsam mit dem späteren Dombaumeister Michael Hauck das Röntgen-Gymnasium Würzburg. Er studierte von 1986 bis 1991 an der Akademie der Bildenden Künste in Nürnberg und an der Städelschule in Frankfurt am Main bei Michael Croissant. Er wohnt derzeit in Wengen, einem Ortsteil der Marktgemeinde Nennslingen im mittelfränkischen Landkreis Weißenburg-Gunzenhausen.

## Wichtige Werke (Auswahl)
- Stolberg, 1990
- Windskulptur, Schleuse Offenbach, Frankfurt-Oberrad, 1991
- Gelber Krieger sich umdrehend, Kitzingen, 1992;
- Bamboo, Veitshöchheim, 1996
- Hängendes Modell der unterirdischen Stollenanlage Mittelbau Dora, Nordhausen, 1999
- Planetarische Zeitmaschine, Nürnberg, 1999
- Funktionsmodell Raffi, Kindermuseum Nürnberg, 2001
- 15 Kreuzwegstationen für Heilig Kreuz, Bayreuth, 2002[3]
- Wunderbaum, Kindermuseum Nürnberg, 2002
- Wasserorchester, Lüdenscheid, 2002
- Das verlorene Dorf, Nennslingen, 2004[4]
- Drei Kinderhäuser, Frankfurt am Main, 2006